# Spojené státy americké na Zimních olympijských hrách 1952
Spojené státy americké na Zimních olympijských hrách 1952 reprezentovalo 66 sportovců (56 mužů a 10 žen) v 8 sportech.

## Medailisté
| Medaile | Jméno | Sport           | Disciplína        |
| ------- | --- | --------------- | ----------------- |
| Zlato   | Andrea Meadová-Lawrenceová | Alpské lyžování | Ženy obří slalom  |
| Zlato   | Andrea Meadová-Lawrenceová | Alpské lyžování | Ženy slalom       |
| Zlato   | Dick Button | Krasobruslení   | Muži jednotlivci  |
| Zlato   | Ken Henry | Rychlobruslení  | Muži 500 m        |
| Stříbro | Stanley Benham Patrick Martin | Boby            | Dvojbob           |
| Stříbro | James Atkinson Stanley Benham Howard Crossett Patrick Martin | Boby            | Čtyřbob           |
| Stříbro | Tenley Albrightová | Krasobruslení   | Ženy jednotlivci  |
| Stříbro | Karol Kennedyová Peter Kennedy | Krasobruslení   | Sportovní dvojice |
| Stříbro | Ruben Bjorkman Leonard Ceglarski Joseph Czarnota Richard Desmond Andre Gambucci Clifford Harrison Gerald Kilmartin John Mulhern John Noah Arnold Oss Robert Rompre James Sedin Allen Van Donald Whiston Ken Yackel | Lední hokej     | Turnaj mužů       |
| Stříbro | Donald McDermott | Rychlobruslení  | Muži 500 m        |
| Bronz   | James Grogan | Krasobruslení   | Muži jednotlivci  |